# 張憲 (弘治進士)
張憲（1466年—？），字廷紀，山西承宣布政使司大同府蔚州（今河北省蔚縣）人，明朝政治人物，弘治壬子解元，己未進士。官至山東副使。

## 生平
弘治五年（1492年）壬子科山西鄉試第一名舉人，弘治十二年（1499年），登己未科會試第四十一名，二甲第十名進士，累官至常州府知府。正德五年（1510年），改山東按察司副使。

## 紀念
蔚州城內曾有解元坊。

## 家族
曾祖张得信。祖张兴。父张表，典史，母李氏。慈侍下。弟张宥、张宾、张寰。